# Ekholmen, Raseborg
Ekholmen är en halvö i Finland.   Den ligger i landskapet Nyland, i den södra delen av landet, 90 km väster om huvudstaden Helsingfors. Ekholmen ligger på ön Danskog.